# General (Poljska)
General (poljsko Generał; poljska izgovorjava [ɡɛˈnɛrawɨ]; kratica gen.) je drugi najvišji generalski in hkrati najvišji aktivni štirizvezdni čin Poljske kopenske vojske in Poljskega vojnega letalstva. V okviru Natovega STANAGA 2116 spada v razred 0F-08. Čin generala je nadrejen činu korpusnega generala in podrejen činu maršala Poljske. Enakovreden je činu admirala Poljske vojne mornarice.
Čin je bil ustanovljen 15. avgusta 2002, pri čemer je zamenjal čin armadnega generala. 
Oznaka čina je sestavljena iz t. i. generalske vijuge (poljsko wężyk generalski; [ˈvɛ̃ʐɨk ɡɛnɛˈralskʲi]), nad katero se nahajajo štiri peterokrake zvezde; oznaka čina je ista oznaki čina armadnega generala.
V skladu s trenutno zakonodajo generale imenuje predsednik Republike Poljske na predlog predsednika Vlade Poljske.

## Galerija
- Naprsna oznaka čina generala
- Franciszek Gągor z dobro vidno sodobno oznako čina generala na pokrivalu
- Franciszek Gągor z dobro vidno sodobno oznako čina generala na baretki